# جزم قرمزي
جزم قرمزي (الاسم العلمي: Carpodacus sipahi) (بالإنجليزية: Scarlet finch)‏ هو نوع من الطيور يتبع جنس الجزم من فصيلة الشرشوريات، وهذا النوع من الطيور موجود في جبال الهيمالايا وفي منطقة النيبال الوسطى ومن ناحيه فيتنام.

## معرض صور

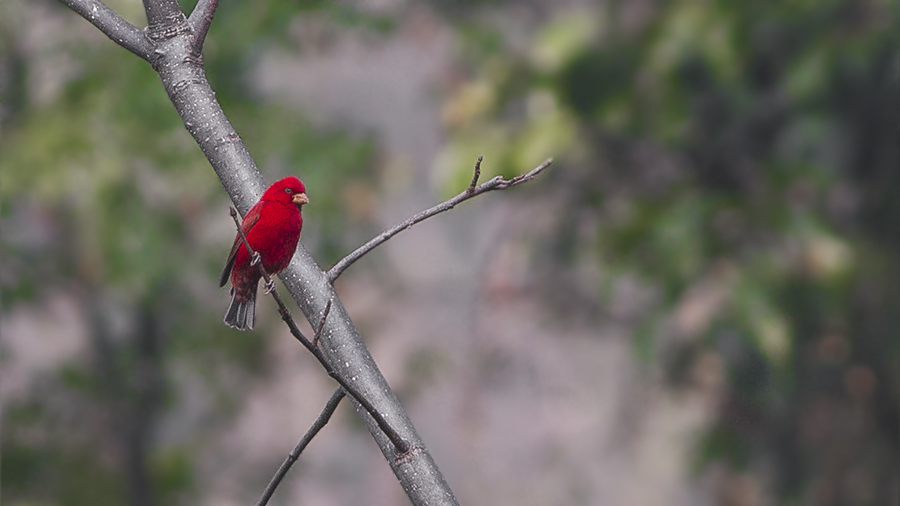
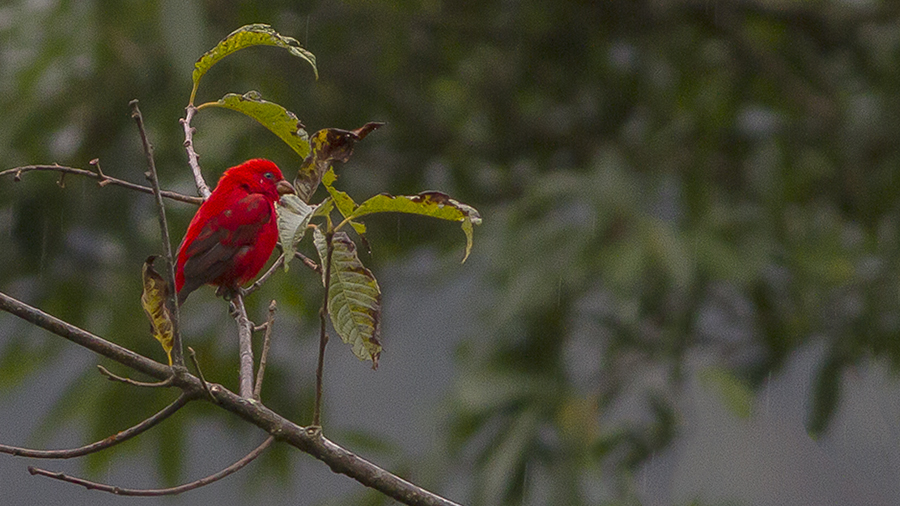
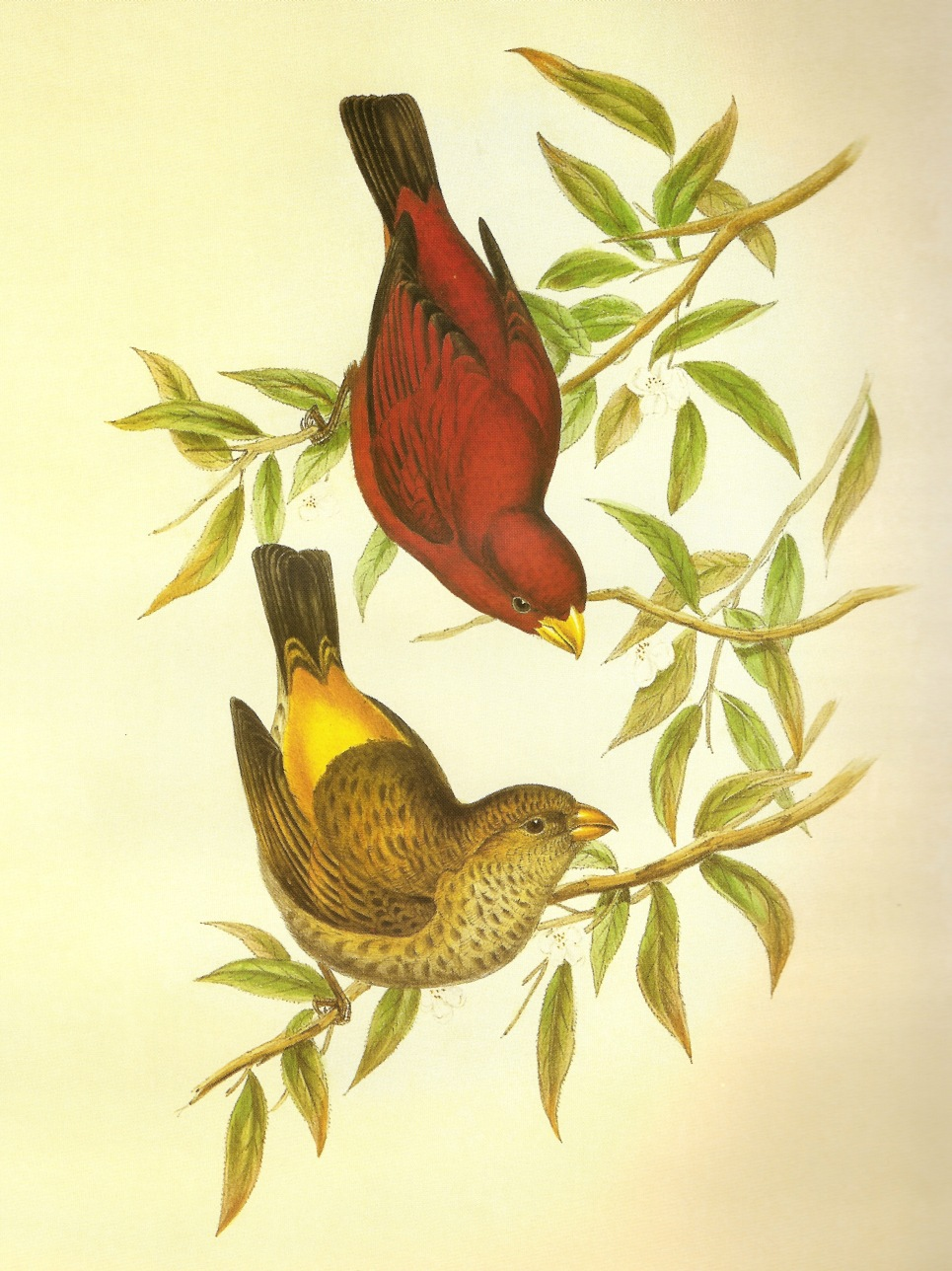